# Bulbul de Conrad
El bulbul de Conrad (Pycnonotus conradi; syn: Pycnonotus blanfordi conradi) és una espècie d'ocell de la família dels picnonòtids (Pycnonotidae). Es troba a Tailàndia i al nord i centre de la península de Malaca fins al sud d'Indoxina. Els seus hàbitats principals són els boscos tropicals i subtropicals de frondoses humits de les terres baixes, els matollars secs i humits tropicals i subtropicals, les terres llaurades, els jardins rurals i les àrees urbanes. El seu estat de conservació no ha estat avaluat.

## Taxonomia
Segons la llista mundial d'ocells del Congrés Ornitològic Internacional (versió 13.2, juliol 2023) aquest tàxon tindria la categoria d'espècie. Tanmateix, altres obres taxonòmiques, com el Handook of the Birds of the World i la quarta versió de la BirdLife International Checklist of the birds of the world (Desembre 2019), el consideren una subespècie del bulbul de Blanford (P. blanfordi conradi).